# Илия Стоянов (минералог)
Вижте пояснителната страница за други личности с името Илия Стоянов.
Илия Стоянов е български минералог и петрограф.

## Биография
Роден е на 25 април 1875 г. стар стил в Габрово. През 1898 г. завършва естествени науки в Софийския университет и става асистент. В периода 1908 – 1911 г. специализира в Сорбоната в Париж, където защитава докторска дисертация на 26 април 1912 г. След завръщането си в България, за кратко е учител в Габрово. През 1920 г. е избран за доцент. Умира на 17 февруари 1920 г.

## Научни трудове
Автор е на научните трудове:
- Нови серпентинови находища в България //  Периодическо списание на Българското книжовно дружество 18 (67).   1906-1907. с. 695-732. Посетен на 25 юли 2024.[неработеща препратка]
- Спомен за асистента Петър Андреев //  Годишник на Софийския университет. Официален дял; Annuaire de l'Universite de Sofia. Partie officielle 10-11.   1915. с. 147- 154.
- Stoyanoff, Ilia. Etude minéralogique et chimique des roches éruptives de la montagne de Lozen en Bulgarie.   Paris, Protat Frères, 1912.
- Метаморфизмът на андезитите в Лозенската планина //  Годишник на Софийския университет. Физико-математически факултет. Книга 2; Annuaire de l'Universite de Sofia. Faculte Physico-mathematique. Livre 2 8-9.   1914. с. 1-138.
- Фелдшпатите от няколко фелдшпатови находища в България (хабилитационен труд) //  Годишник на Софийския университет. Физико-математически факултет. Книга 2; Annuaire de l'Universite de Sofia. Faculte Physico-mathematique. Livre 2 10-11.   1915. с. 1-125. Посетен на 25 юли 2024.
- Класификация на някои български еруптивни скали според химическия им състав и представяне на последния чрез диаграма“ //  Годишник на Софийския университет. Физико-математически факултет. Книга 1; Annuaire de l'Universite de Sofia. Faculte Physico-mathematique. Livre 1 12.   1916. с. 1-179. Посетен на 25 юли 2024.[1]